# Израиль на «Евровидении-2012»
Израиль участвует в конкурсе песни Евровидение 2012 в Баку, Азербайджан. Своего представителя выберет внутренним отбором, организованным Израильским национальным телевещателем IBA. Израиль выступит в первом полуфинале конкурса, который состоится 22 мая 2012 года.

## Возможный отказ
По слухам, Израиль отказывался от участия в международном конкурсе песни Евровидение 2012, так как финал конкурса, запланированный на 26 мая совпадал с государственным праздником Шавуот Однако 7 августа 2011 года IBA подтвердил своё участие в конкурсе, несмотря на трудности из-за открытия границы между Азербайджаном и Ираном.

## Внутренний отбор
Первоначально, IBA планировал провести национальный финал, который состоялся бы в январе или феврале 2012 года, но этот план был отменён в январе 2012 года Своего представителя IBA выберет внутренним отбором.
7 февраля 2012 года израильский телеканал IBA, объявил представителя страны на международном конкурсе песни Евровидение 2012. Инди-рок группа Izabo будет выступать на сцене в Баку с пеней «Time».